# Loútsai
Loútsai (Loutses) är en ort i Grekland.   Den ligger i prefekturen Nomós Kerkýras och regionen Joniska öarna, i den västra delen av landet, 400 km nordväst om huvudstaden Aten. Loútsai ligger 269 meter över havet och antalet invånare är 146. Den ligger på ön Korfu.
Terrängen runt Loútsai är kuperad söderut, men åt nordväst är den platt. Havet är nära Loútsai åt nordost.  Närmaste större samhälle är Korfu, 18,8 km söder om Loútsai. I omgivningarna runt Loútsai växer i huvudsak blandskog.